# Šumijo gozdovi domači
Šumijo gozdovi domači (1969) je roman Antona Ingoliča postavljen v huda povojna leta, ko je Jugoslavija zašla v gospodarsko krizo, v katero so jo pahnile informbirojevske države. Roman govori o svetu pohorskih gozdov in stiski njihovih prebivalcev – drvarjev in pohorskih kmetov. Obsega 165.000 besed. Založba Mladinska knjiga je za pisateljevo 70-letnico (leta 1976) izdala ponatis.

## Zgodba
Po vojni prodrejo na pohorska pobočja brigade in podirajo drevje za glažute in fužine, da bi rešili finančno stanje v državi. V teh gozdovih gospodarijo Tihci, Smodeji in Lesjaki. Rok Tihec in Lenart Lesjak hodita v šolo. Rok pozimi živi pri stricu Vobovniku v Dravčah. Lesjak prvo zimo ostane doma, zato zaostane za sošolci. Stari Lesjak kupi v Dravčah žago, tam v nekaj letih postavi hišo in se tako preseli v dolino. 
Izsekovanje gozdov je še hujše po drugi svetovni vojni. Rok se po vojni poroči z Brodarjevo Poldo, s katero ima kasneje hčerko Anico. Po končani gozdarski fakulteti se vrne iz Zagreba kot inženir. Lenart Lesjak se prilagodi novim razmeram in prizadevno pomaga izkoriščati lomniške gozdove, zato postane predsednik lesne zadruge. Starega Lesjaka in njegovega sina Lenarta pa podpira še cela armada tovarišev. Med njimi je na sestanku štaba gozdnih brigad prisotna tudi lepa tajnica Helena Slak. Rok opazi, da Helena nima prstana. Na plesu mu jo spelje Lesjak, Rok pa se zaplete s Tilko. Njegovo razmerje s Poldo škripa. Ker Rok nastopi proti uničevanju gozdov, izgubi službo v mestu. Odpravi se na Lomnik. Na obisk ga povabi Lenart, ki se je medtem poročil s Heleno, s katero v izobilju živita v bivši graščini. To jima omogoča Lenartovo izkoriščanje prebivalstva in ilegalno trgovanje z lesom. 
Aprila se Rok dokončno preseli na Lomnik, kjer ima razmerje s Tilko. Januarja miličniki odpeljejo Lenarta, njegovega očeta in ostale aktivistične tovariše v zapor. Na sodišču jih po nekaj časa trajajočem kazenskem postopku obsodijo na ostre kazni, a po pritožbi jim le te skoraj izbrišejo. Tilki je Rok bolj oče kot ljubimec. Dekle se šola v Kromberku, od koder mu nekega dne pošlje pismo, da bo ostala na Primorskem. Po njenem odhodu Rok napiše obsežno razpravo o naših gozdovih, a je ta zavrnjena. Na koncu zgodbe Rok začne s pogozdovanjem, uredi si hišo na Smodejevem in tam prične skupno pot s Heleno, ki je že pred sojenjem zapustila Lenarta. 

## Kritika, literarna zgodovina
"Roman Šumijo gozdovi domači je eden od boljših Ingoličevih tekstov. Pisatelj z njim še vedno ostaja pri svojem realizmu, ki je dosti premišljen in samo njegov, še več, s temi svojimi gozdovi se do neke mere spet vrača k svojim prvotnim pisateljskim izhodiščem. Kakor se je v prvih delih z vso razpoložljivo umetniško potenco oklenil preprostega štajerskega človeka in njegovih socialnih ter osebnih tegob, tako se tudi tu spet prizadeto in pogumno obrača proti vsem tistim silam, ki tega človeka ponovno mečejo na tla. /.../ Roman ima tudi nekaj slabosti, toda živa angažiranost, ki je v njem ves čas tako vidno navzoča, mu daje posebno ceno in najbrž tudi trajno veljavo." (Šifrer, 1970:94)